# Ravine Grano Chemin
Die Ravine Grano Chemin (auch: Ravine Grand Chemin) ist ein kurzer Fluss an der Ostküste von Dominica im Parish Saint Patrick.

## Geographie
Die Ravine Grano Chemin entspringt östlich von Delicés und östlich der Hauptstraße, fließt nach Nordosten und mündet bei Belvédère Estate in den Atlantik.
Benachbarte Flüsse sind Boetica Ravine im Norden und das Flusssystem des River Subaya im Süden.